# Phyllophaga contaminata
Phyllophaga contaminata är en skalbaggsart som beskrevs av Henry Clinton Fall 1932. Phyllophaga contaminata ingår i släktet Phyllophaga och familjen Melolonthidae. Inga underarter finns listade i Catalogue of Life.